# Francesco Brizio
Francesco Brizio (Bologna, circa 1574 – Bologna, 1623) è stato un pittore e incisore italiano della scuola bolognese, attivo nel primo barocco.

## Biografia

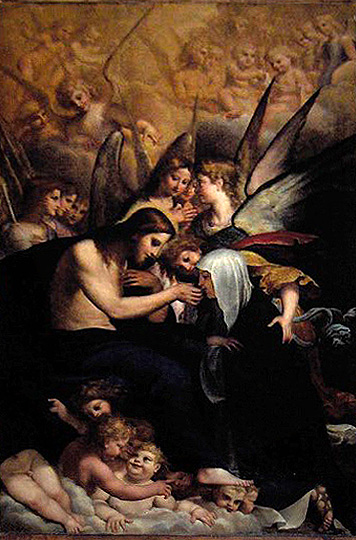
Francesco Brizio, Comunione mistica di Santa Caterina, Basilica di San Domenico, Bologna

Inizialmente fu allievo di Bartolomeo Passarotti, ma successivamente divenne allievo di Agostino e Ludovico Carracci. Aiutò a dipingere, insieme a Lucio Massari e Leonello Spada, storie dell'epopea di Torquato Tasso nelle logge di Palazzo Bentivoglio. Affrescò anche un soffitto per i signori Conti Boschetti a Modena e nell'Oratorio della Santissima Trinità a Pieve di Cento. A Bologna dipinse un'Incoronazione della Madonna del Borgo per la Basilica di San Petronio. Realizzò degli affreschi nel chiostro del Monastero di San Michele in Bosco. Suo figlio Filippo divenne allievo di Guido Reni.
Fu incoraggiato a dedicarsi all'incisione da Agostino Carracci e si dice che ne avesse realizzate alcune da tavole di quel maestro. Morì a Bologna. Tra le sue opere come incisore:
- Un grande paesaggio da un suo disegno.
- San Rocco dal Parmigianino.
- La fuga in Egitto da Ludovico Carracci.
- La Sacra Famiglia dal Correggio.
- Ritratto di Cinthio Aldobrandini da Ludovico Carracci .
- Un frontespizio con scritta Explicatione del sacro lenzuolo (1599) da Carracci.
- Un altro frontespizio con la scritta Tempio al Cardinale Cinthio Aldobrandini (1579) da Carracci
- Un altro frontespizio, con le armi del duca di Modena, e nel mezzo alcuni bambini, la Vergine Maria tra le nuvole, da Carracci.
- La Vergine Maria incoronata, con Gesù Bambino, da Carracci. (1594)
- San Francesco in ginocchio, con in braccio Gesù Bambino e due Angeli
- Il grande San Girolamo, lasciato incompleto da Agostino Carracci
- Cristo e il Samaritano (1610) e Un cieco guidato da un cane da Annibale Carracci.